# Министерство управления и местного самоуправления Республики Сербской
Министерство управления и местного самоуправления Республики Сербской (серб. Министарство управе и локалне самоуправе Републике Српске, босн. и хорв. Ministarstvo uprave i lokalne samouprave Republike Srpske) — одно из министерств Правительства Республики Сербской, энтитета Боснии и Герцеговины. С 29 декабря 2010 года Министерство возглавляет Лейла Решич.
Министерство управления и местного самоуправления РС располагается в Баня-Луке, по адресу Площадь Республики Сербской, дом 1.
Организация Министерства выглядит следующим образом:
- Кабинет министра
- Секретариат
- Отдел управления
- Отдел местного самоуправления

Министерство отвечает за:
- организацию государственного управления
- систему общественных служб
- выплаты сотрудникам органов республиканского управления
- инспекционный надзор в области управления
- политическо-территориальную организацию Республики Сербской
- прочие функции

За время существования Министерства его возглавляли:
- Остоя Кременович[6]
- Петар Кунич[7]
- Славен Пекич[8]
- Зденка Абазагич[9]
- Небойша Радманович[10]
- Зоран Липовац[11]
- Лейла Решич
- Сенка Юич